# Independents de Rock Island
Stade
Maillots
Les Independents de Rock Island (en anglais : Rock Island Independents) étaient une franchise de football américain, membre fondateur de la NFL (National Football League) basée à Rock Island dans l'État d'Illinois.
Cette franchise NFL, aujourd'hui disparue fut fondée en 1907 et fut parmi les membres fondateurs de la NFL en 1920. La franchise quitta la NFL à la fin de la saison 1925 pour rejoindre l'éphémère American Football League, premier avatar de ce nom, avant d'être dissoute la même année.

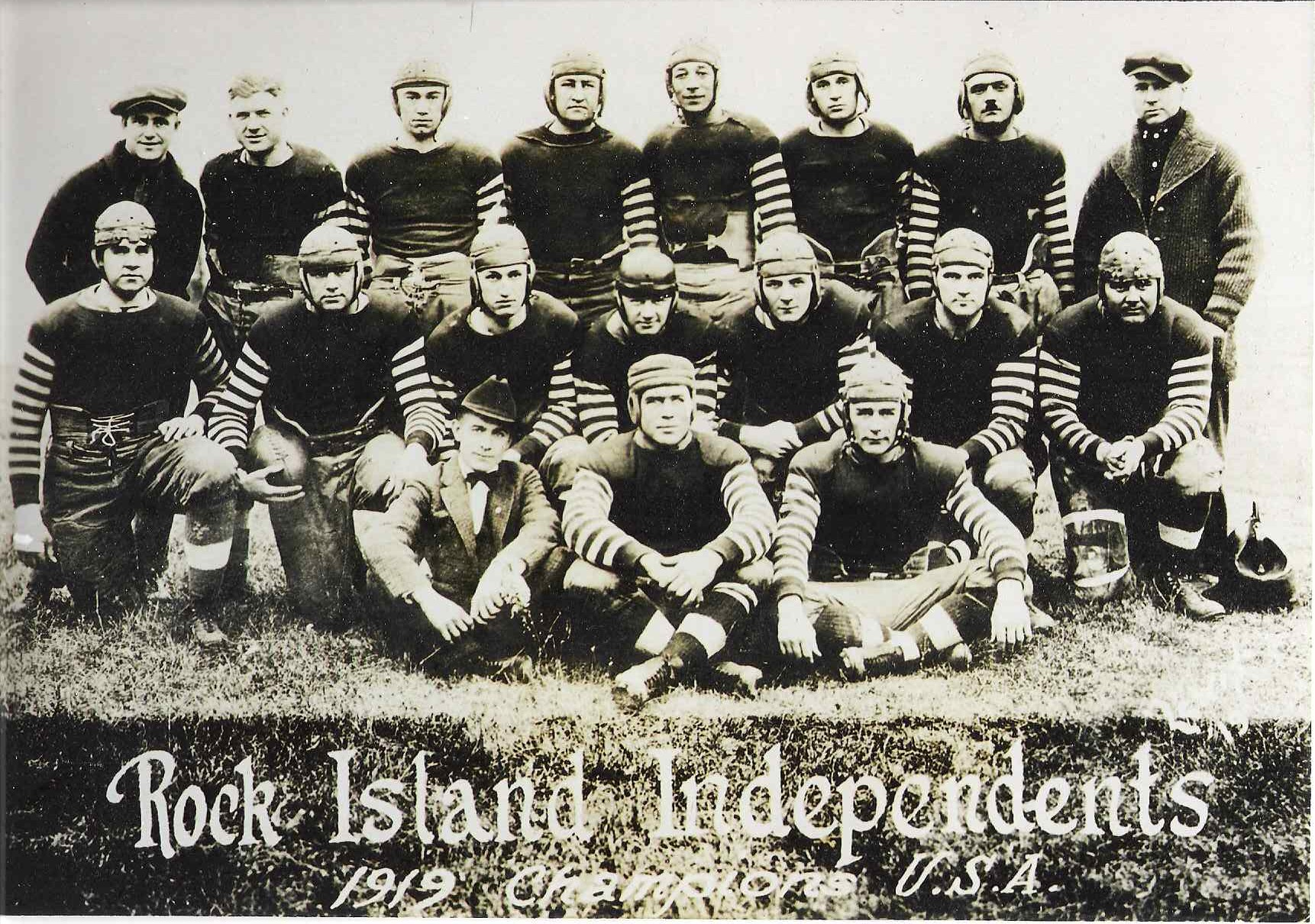
Les Independents de Rock Island en 1919